# Delias toxopei
Delias toxopei é uma borboleta da família Pieridae. Foi descrita por Roepke em 1955. Pode ser encontrada na Nova Guiné.
A envergadura é de cerca de 58-65 milímetros. Os adultos são semelhantes a Delias eichhorni, mas podem ser distinguidos pela maior quantidade de coloração preta nas asas superiores.

## Subespécies
- D. t. Toxopei (vale de Baliem, rio Ibele, Irian Jaya)
- D. t. Morosa Roepke, 1955 (rio Aruba (Lagos Paniai) e montanhas Weyland, Irian Jaya)
- D. t. Uranoi Yagishita, 1993 (montanhas Mulia, Irian Jaya)
- D. t. nipsan Mastrigt, 1995 (Nipsan, Irian Jaya)